# Robert Wickens
Robert Tyler Wickens (* 13. März 1989 in Toronto) ist ein kanadischer Automobilrennfahrer. Er wurde 2011 Gesamtsieger der Formel Renault 3.5. Von 2012 bis 2017 startete er in der DTM, wobei ein vierter Platz in der Gesamtwertung 2016 sein bestes Resultat war. 2018 ging er in der IndyCar-Serie an den Start, musste die Saison aber aufgrund einer Rückenmarksverletzung nach einem Unfall im August beenden. 2022 tritt er in der Michelin Pilot Challenge der IMSA an.

## Karriere

### Nachwuchsserien
Wickens begann seine Karriere 1999 im Kartsport, den er bis 2005 ausübte. Zusätzlich gab Wickens 2005 sein Formelsport-Debüt in der US-amerikanischen Formel BMW. Wickens wurde auf Anhieb Dritter in der Gesamtwertung. In der folgenden Saison gewann Wickens den Meistertitel der US-amerikanischen Formel BMW. Außerdem bestritt Wickens je zwei Rennen im Formel Renault 2.0 Eurocup und der deutschen Formel BMW. 2007 ging Wickens für Forsythe Racing in der Atlantic Championship an den Start und wurde Dritter in der Meisterschaft. Zusätzlich startete Wickens für Carlin Motorsport bei einigen Rennen der Formel Renault 3.5.
In der darauf folgenden A1GP-Saison 2007/2008 startete Wickens für das kanadische A1GP-Team bei sieben von zehn Rennen. Wickens erreichte insgesamt fünf Podiumsplatzierungen und gewann das Sprintrennen in Durban. In der Gesamtwertung belegte das kanadische Team den neunten Gesamtrang. 2008 war Wickens sowohl für Carlin Motorsport in der Formel Renault 3.5, als auch für Signature-Plus in der Formel-3-Euroserie aktiv. Obwohl er in beiden Serien ein Rennen gewann, belegte er in keiner der Serien eine Platzierung unter den besten zehn Fahrern.
2009 ging Wickens in der wiederbelebten Formel 2 an den Start. Mit einem Doppelsieg beim ersten Lauf in Valencia gelang ihm ein gutes Debüt in der Formel 2. Ohne einen weiteren Sieg sicherte er sich am Saisonende den Vizemeistertitel hinter Andy Souček. Außerdem startete er an zwei Rennwochenenden der Formel-3-Euroserie und an jeweils einem Rennwochenende der britischen Formel-3-Meisterschaft und der Atlantic Championship. Mit dem Ende der Saison 2009 endete die Unterstützung von Red Bull, die ihn seit 2006 unterstützt hatten. 2010 wechselte Wickens in die neugegründete GP3-Serie zum irischen Rennstall Status Grand Prix. Mit einem zweiten Platz beim Saisonauftakt startete Wickens gut in die Saison. Am Ende der Saison wurde er mit drei Siegen Vizemeister hinter Esteban Gutiérrez.

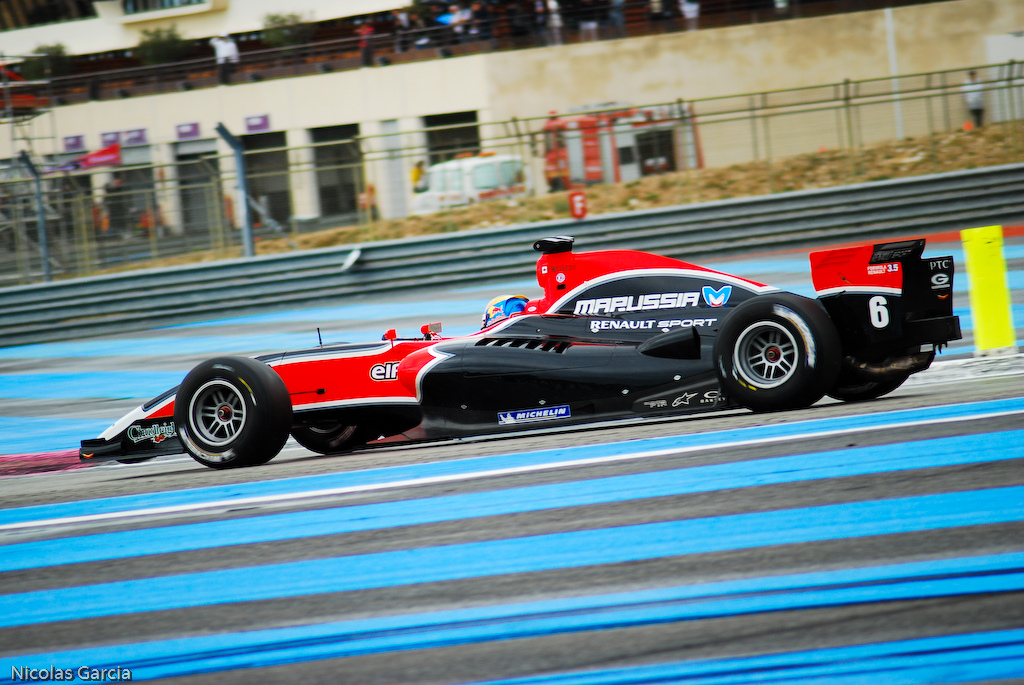
Robert Wickens für Carlin in der Formel Renault 3.5 in Le Castellet

2011 kehrte Wickens zu Carlin in die Formel Renault 3.5 zurück. Er gewann jeweils ein Rennen in Spa-Francorchamps, auf dem Nürburgring sowie in Barcelona und entschied in Silverstone beide Rennen für sich. Wickens ging als Gesamtführender im Duell mit seinem Teamkollegen Jean-Éric Vergne ins letzte Rennen. Die beiden Piloten berührten sich in der Startphase in der zweiten Kurve, wobei bei Wickens die Aufhängung brach. Im weiteren Rennverlauf schied auch Vergne aus, wodurch Wickens mit 241 zu 232 Punkten den Meistertitel vor Vergne gewann. Außerdem wurde er Anfang Juni vom Formel-1-Team Virgin als Testfahrer unter Vertrag genommen. In dieser Funktion wurde er im freien Training zum Großen Preis von Abu Dhabi eingesetzt. Darüber hinaus erhielt er als Belohnung für den Titelgewinn in der Formel Renault 3.5 einen Formel-1-Test bei Renault.

### DTM
2012 entschied sich Wickens für einen Wechsel in die DTM. Er erhielt ein Cockpit bei Mücke Motorsport. Beim Rennen auf dem Norisring erzielte er mit einem neunten Platz erstmals Punkte. Ein Rennen später auf dem Nürburgring verbesserte er mit einem siebten Platz sein bestes DTM-Resultat. Am Ende der Saison lag er auf dem 16. Gesamtrang. 2013 wechselte Wickens innerhalb der Mercedes-DTM-Teams zu HWA. Beim zweiten Rennen in Brands Hatch erzielte er mit einem dritten Platz seine erste DTM-Podest-Platzierung. Auf dem Norisring startete er erstmals von der Pole-Position. Im Rennen wurde er Zweiter. Da Mattias Ekström, der vor ihm ins Ziel gekommen war, disqualifiziert worden war, war Wickens damit der bestplatzierte Fahrer bei dem Rennen. Der erste Platz wurde nicht neu vergeben. Zwei Rennen später gewann Wickens auf dem Nürburgring sein erstes DTM-Rennen. Er beendete die Saison als zweitbester Mercedes-Fahrer auf dem fünften Gesamtrang. 2014 blieb Wickens bei HWA in der DTM. Nach drei Rennen ohne Punkte gewann er das vierte Rennen auf dem Norisring von der Pole-Position startend. In Spielberg ging Wickens erneut von der Pole-Position ins Rennen. Im Rennen erhielt er einen Durchfahrtsstrafe für eine unsichere Freigabe nach dem Boxenstopp. Da sein Team ihn nicht über die Strafe informierte und er sie dementsprechend nicht absolvierte, wurde er disqualifiziert. Wickens lag am Saisonende auf dem zwölften Gesamtrang. 2015 bestritt Wickens seine vierte DTM-Saison für HWA. Als Startnummer wählte der die 6. Auf dem Norisring gewann er nach Platz zwei im ersten Rennen das zweite Rennen. Er schloss die Saison auf dem 13. Gesamtrang ab.
In der DTM-Saison 2016 blieb Wickens erneut bei HWA. Er gewann das erste Rennen in Zandvoort und in Wolokolamsk. Als bester Mercedes-Fahrer beendete er die Fahrerwertung auf dem vierten Platz.
2017 absolvierte er seine letzte DTM-Saison und konnte als bestes Ergebnis einen Sieg auf dem Nürburgring verbuchen. In der Gesamtwertung landete er auf dem neunten Platz und war hiermit zweitbester Mercedes-Pilot nach Lucas Auer.

### IndyCar
2018 kehrte Wickens in den Formelsport zurück und trat für Schmidt Peterson Motorsports in der nordamerikanischen IndyCar-Serie an. Beim ersten Rennen in St. Petersburg startete er vom ersten Platz und führte die meisten Runden. Zwei Runden vor Rennende fiel er jedoch in Führung liegend nach einem missglückten Überholversuch von Alexander Rossi aus.
Am 19. August 2018 verunglückte er beim Indycar-Rennen ABC Supply 500 auf dem Pocono Raceway im Bundesstaat Pennsylvania schwer. Er erlitt eine Rückenmarksverletzung, die ihn zunächst an den Rollstuhl fesselt, aber keine Querschnittslähmung ist. Obwohl Wickens durch seine Verletzungen nicht an den drei letzten Rennen der Saison teilnehmen konnte, holte er sich den Titel des Rookie of the Year. Seine Rekonvaleszenz dauert noch an. Im Alltag ist er seitdem auf einen Rollstuhl angewiesen.

### Michelin Pilot Challenge
Zur Saison 2022 tritt er wieder in Motorsportrennen an. Wickens fährt 2022 für Bryan Herta Autosport with Curb-Agajanian in der TCR-Klasse der Michelin Pilot Challenge an. Er startet mit seinem Teamkollegen Mark Wilkins auf einem Hyundai Elantra N TCR. Der Wagen ist mit einer Handsteuerung für Gas und Bremse ausgestattet. Das Duo beendete das erste Rennen der IMSA-Rahmenserie mit einem dritten Platz in Daytona auf dem Podest. In Watkins Glen gewannen sie das Rennen.

## Statistik

### Karrierestationen
| - 1999–2005: Kartsport - 2005: US-amerikanische Formel BMW (Platz 3) - 2006: US-amerikanische Formel BMW (Meister) - 2006: Deutsche Formel BMW (Platz 28) - 2006: Formel Renault 2.0 Eurocup (Platz 36) - 2007: Atlantic Championship (Platz 3) - 2007: Formel Renault 3.5 (Platz 25) - 2008: A1 Grand Prix | - 2008: Formel Renault 3.5 (Platz 12) - 2008: Formel-3-Euroserie (Platz 15) - 2009: Formel 2 (Platz 2) - 2009: Formel-3-Euroserie (Platz 22) - 2009: Britische Formel 3 (Platz 16) - 2009: Atlantic Championship (Platz 14) - 2010: GP3-Serie (Platz 2) - 2011: Formel Renault 3.5 (Meister) | - 2011: Formel 1 (Testfahrer) - 2012: DTM (Platz 16) - 2013: DTM (Platz 5) - 2014: DTM (Platz 12) - 2015: DTM (Platz 13) - 2016: DTM (Platz 4) - 2017: DTM (Platz 9) - 2018: IndyCar Series (Platz 11) |

### Einzelergebnisse in der GP3-Serie
| Jahr | Team              | 1   | 2   | 3   | 4   | 5   | 6   | 7   | 8   | 9   | 10  | 11  | 12  | 13  | 14  | 15  | 16  | Punkte | Rang |
| ---- | ----------------- | --- | --- | --- | --- | --- | --- | --- | --- | --- | --- | --- | --- | --- | --- | --- | --- | ------ | ---- |
| 2010 | Status Grand Prix | ESP | ESP | TUR | TUR | ESP | ESP | GBR | GBR | GER | GER | HUN | HUN | BEL | BEL | ITA | ITA | 71     | 2.   |
| 2010 | Status Grand Prix | 2   | 4   | 11  | 21  | 2   | 16  | 9   | 5   | 1   | 5   | 4   | 2   | 1   | 11  | 2   | 1   | 71     | 2.   |

### Einzelergebnisse in der DTM
| Saison | Team             | Hersteller | 1   | 2   | 3   | 4   | 5   | 6   | 7   | 8   | 9   | 10  | 11  | 12  | 13  | 14  | 15  | 16  | 17  | 18  | Punkte | Rang |
| ------ | ---------------- | ---------- | --- | --- | --- | --- | --- | --- | --- | --- | --- | --- | --- | --- | --- | --- | --- | --- | --- | --- | ------ | ---- |
| 2012   | Mücke Motorsport | Mercedes   | HO1 | LAU | BRH | SPI | NOR | NÜR | ZAN | OSC | VAL | HO2 |     |     |     |     |     |     |     |     | 14     | 16.  |
| 2012   | Mücke Motorsport | Mercedes   | 14  | 22* | 14  | 13  | 9   | 7   | DNF | 7   | DNF | DNF |     |     |     |     |     |     |     |     | 14     | 16.  |
| 2013   | HWA              | Mercedes   | HO1 | BRH | SPI | LAU | NOR | MOS | NÜR | OSC | ZAN | HO2 |     |     |     |     |     |     |     |     | 70     | 5.   |
| 2013   | HWA              | Mercedes   | DNF | 3   | 12  | 4   | 2   | 12  | 1   | DNF | 15  | 18  |     |     |     |     |     |     |     |     | 70     | 5.   |
| 2014   | HWA              | Mercedes   | HO1 | OSC | HUN | NOR | MOS | SPI | NÜR | LAU | ZAN | HO2 |     |     |     |     |     |     |     |     | 41     | 12.  |
| 2014   | HWA              | Mercedes   | 18  | DNF | 11  | 1   | 14  | DSQ | 9   | 5   | 8   | 17  |     |     |     |     |     |     |     |     | 41     | 12.  |
| 2015   | HWA              | Mercedes   | HO1 | HO1 | LAU | LAU | NOR | NOR | ZAN | ZAN | SPI | SPI | MOS | MOS | OSC | OSC | NÜR | NÜR | HO2 | HO2 | 61     | 13.  |
| 2015   | HWA              | Mercedes   | DNF | 7   | 6   | 18  | 2   | 1   | DNF | 19  | DNF | 20* | 12  | 22  | DNF | 16  | 8   | DNF | DNF | 19  | 61     | 13.  |
| 2016   | HWA              | Mercedes   | HO1 | HO1 | SPI | SPI | LAU | LAU | NOR | NOR | ZAN | ZAN | MOS | MOS | NÜR | NÜR | HUN | HUN | HO2 | HO2 | 124    | 4.   |
| 2016   | HWA              | Mercedes   | 2   | 5   | 11  | 20  | 3   | 3   | DNF | 11  | 1   | 16  | 1   | 5   | 9   | 13  | 10  | 10  | 23* | 9   | 124    | 4.   |
| 2017   | HWA              | Mercedes   | HO1 | HO1 | LAU | LAU | HUN | HUN | NOR | NOR | MOS | MOS | ZAN | ZAN | NÜR | NÜR | SPI | SPI | HO2 | HO2 | 119    | 9.   |
| 2017   | HWA              | Mercedes   | 15  | DNF | 2   | 3   | DNF | 8   | DNF | 11  | 4   | 9   | 11  | 15* | 3   | 1   | 4   | 10  | 7   | 17* | 119    | 9.   |

| Legende  | Legende            | Legende                                                          |
| Farbe    | Abkürzung          | Bedeutung                                                        |
| -------- | ------------------ | ---------------------------------------------------------------- |
| Gold     | –                  | Sieg                                                             |
| Silber   | –                  | 2. Platz                                                         |
| Bronze   | –                  | 3. Platz                                                         |
| Grün     | –                  | Platzierung in den Punkten                                       |
| Blau     | –                  | Klassifiziert außerhalb der Punkteränge                          |
| Violett  | DNF                | Rennen nicht beendet (did not finish)                            |
| Violett  | NC                 | nicht klassifiziert (not classified)                             |
| Rot      | DNQ                | nicht qualifiziert (did not qualify)                             |
| Rot      | DNPQ               | in Vorqualifikation gescheitert (did not pre-qualify)            |
| Schwarz  | DSQ                | disqualifiziert (disqualified)                                   |
| Weiß     | DNS                | nicht am Start (did not start)                                   |
| Weiß     | WD                 | zurückgezogen (withdrawn)                                        |
| Hellblau | PO                 | nur am Training teilgenommen (practiced only)                    |
| Hellblau | TD                 | Freitags-Testfahrer (test driver)                                |
| ohne     | DNP                | nicht am Training teilgenommen (did not practice)                |
| ohne     | INJ                | verletzt oder krank (injured)                                    |
| ohne     | EX                 | ausgeschlossen (excluded)                                        |
| ohne     | DNA                | nicht erschienen (did not arrive)                                |
| ohne     | C                  | Rennen abgesagt (cancelled)                                      |
| ohne     | keine WM-Teilnahme |                                                                  |
| sonstige | P/fett             | Pole-Position                                                    |
| sonstige | 1/2/3/4/5/6/7/8    | Punktplatzierung im Sprint-/Qualifikationsrennen                 |
| sonstige | SR/kursiv          | Schnellste Rennrunde                                             |
| sonstige | *                  | nicht im Ziel, aufgrund der zurückgelegten Distanz aber gewertet |
| sonstige | ()                 | Streichresultate                                                 |
| sonstige | unterstrichen      | Führender in der Gesamtwertung                                   |

### Einzelergebnisse in der IndyCar Series
| Jahr | Team                         | 1   | 2   | 3   | 4   | 5   | 6    | 7   | 8   | 9   | 10  | 11  | 12  | 13  | 14  | 15  | 16  | 17  | Punkte | Rang |
| ---- | ---------------------------- | --- | --- | --- | --- | --- | ---- | --- | --- | --- | --- | --- | --- | --- | --- | --- | --- | --- | ------ | ---- |
| 2018 | Schmidt Peterson Motorsports | STP | PHO | LBH | ALA | IMS | INDY | DET | DET | TXS | ROA | IOW | TOR | MDO | POC | STL | POR | SNM | 391    | 11.  |
| 2018 | Schmidt Peterson Motorsports | 18* | 2°  | 22  | 4   | 3°  | 9°   | 8   | 6°  | 19° | 5   | 5   | 3   | 2°  | 19  | INJ | INJ | INJ | 391    | 11.  |

(Legende)